# STS-56
STS-56 foi uma missão do ônibus espacial Discovery para realizar experiências científicas em órbita, lançada do Centro Espacial John F. Kennedy em Cabo Canaveral, Flórida, em 8 de abril de 1993.

## Tripulação
| Posição                  | Astronauta       |
| ------------------------ | ---------------- |
| Comandante               | Kenneth Cameron  |
| Piloto                   | Stephen Oswald   |
| Especialista de missão 1 | Michael Foale    |
| Especialista de missão 2 | Kenneth Cockrell |
| Especialista de missão 3 | Ellen Ochoa      |

## Hora de acordar
- 2° Dia: Holy Smoke, da banda Iron Maiden.
- 3° Dia: Epic, da banda Faith No More.
- 4° Dia: Hallelujah, de Leonard Cohen.
- 5° Dia: Tin Man, da banda America.
- 6° Dia: Let's Go Away for Awhile, do grupo The Beach Boys.
- 7° Dia: Having a Rave Up, da banda The Yardbirds.
- 8° Dia: Hit the Road Jack, de Ray Charles.
- 9° Dia: I.O.I.O., da banda Bee Gees.

## Principais fatos
A carga primária do voo foi o Laboratório Atmosférico para Aplicações e Ciência-2 (ATLAS-2), designado para coletar dados na relação entre a saída de energia do Sol e a atmosfera mediana da Terra e como estes fatores afetam a camada de ozônio. Ele incluiu seus instrumentos montados em uma palheta do Spacelab no compartimento de carga, junto com os sete montados na parede do compartimento em duas embalagens Getaway Special. Os instrumentos atmosféricos incluíam o experimento Atmospheric Trace Molecule Spectroscopy (ATMOS), o Millimeter Wave Atmospheric Sounder (MAS), e o espectrômetro Shuttle Solar Backscatter Ultraviolet/A (SSBUV/A) (na parede com compartimento de carga). Os instrumentos de ciência solar foram o instrumento Medição de Espectro Solar (SOLSPEC), o Monitor de Irradiação Solar Ultravioleta (SUSIM), o Active Cavity Radiometer (ACR) e os experimentos Solar Constant (SOLCON).
O ATLAS-2 é um elemento do programa da NASA de Missões para o planeta terra. Todos os sete instrumentos do ATLAS-2 haviam voado primeiramente no ATLAS-I durante a STS-45, e voaram uma terceira vez em 1994.
Em 11 de Abril, o grupo utilizou o braço da manipulação remota para lançar o Shuttle Point Autonomous Research Tool for Astronomy-201 (SPARTAN-201), um instrumento científico de voo livro projetado para estudar a velocidade e aceleração dos ventos solares e observar a corona solar. Os dados coletados foram armazenados em uma fita para que esta fosse revista após o retorno à Terra. O SPARTAN-201 foi recuperado em 13 de Abril.
O grupo também realizou uma série de contatos via rádio com escolas em todo o planeta utilizando o novo Experimentos de Rádio Amador em Ônibus Espacial II (SAREX II) operado pela Industry Space Free, incluindo um breve contato de rádio com a estação espacial Mir utilizando equipamento de rádio amador.
As outras carga no compartimento de carga incluíam o Solar Ultraviolet Experiment (SUVE), patrocinado pelo Colorado Space Grant Consortium e localizado em uma embalagem Getaway Special na parede do compartimento de carga.
Os experimentos no compartimento mediano incluíam o Experimento de Tecnologias de Instrumentação Associadas para Dispersão de Materiais Comercial (CMIX), o Experimento Fisiológico e Anatômico com Ratos (PARE),  o experimento Space Tissue Loss (STL-1), o experimento Monitor de Efeitos e Ativação dos Raios Cósmicos (CREAM). o Hand-held, Earth-oriented, Real-time, Cooperative, User-friendly, Location-targeting and Environmental System (HERCULES), o Equipamento de Monitoração de Radiação III (RME III), e o teste de calibração do Air Force Maui Optical Site (AMOS).